# Аремі Фуентес
Аремі Фуентес (ісп. Aremi Fuentes, нар. 23 травня 1993) — мексиканська важкоатлетка, бронзова призерка Олімпійських ігор 2020 року.

## Результати
| Рік              | Місце                 | Вага             | Ривок            | Ривок            | Ривок            | Ривок            | Поштовх          | Поштовх          | Поштовх          | Поштовх          | Загалом          | Місце            |
| Рік              | Місце                 | Вага             | 1                | 2                | 3                | Місце            | 1                | 2                | 3                | Місце            | Загалом          | Місце            |
| Олімпійські ігри | Олімпійські ігри      | Олімпійські ігри | Олімпійські ігри | Олімпійські ігри | Олімпійські ігри | Олімпійські ігри | Олімпійські ігри | Олімпійські ігри | Олімпійські ігри | Олімпійські ігри | Олімпійські ігри | Олімпійські ігри |
| ---------------- | --------------------- | ---------------- | ---------------- | ---------------- | ---------------- | ---------------- | ---------------- | ---------------- | ---------------- | ---------------- | ---------------- | ---------------- |
| 2020             | Токіо, Японія         | до 76 кг         | 105              | 108              | 110              | 3                | 135              | 137              | 139              | 3                | 245              | 3                |
| Чемпіонат світу  |                       |                  |                  |                  |                  |                  |                  |                  |                  |                  |                  |                  |
| 2011             | Париж, Франція        | до 69 кг         | 92               | 95               | 97               | 24               | 115              | 120              | 123              | 19               | 215              | 20               |
| 2015             | Х'юстон, США          | до 69 кг         | 97               | 97               | 99               | 20               | 123              | 123              | 127              | 20               | 222              | 20               |
| 2017             | Анагайм, США          | до 75 кг         | 102              | 105              | 107              | 4                | 128              | 131              | 134              | 4                | 236              | 4                |
| 2018             | Ашгабат, Туркменістан | до 76 кг         | 110              | 115              | 116              | 4                | 132              | 137              | 137              | 5                | 247              | 5                |
| 2019             | Паттая, Таїланд       | до 76 кг         | 107              | 107              | 111              | 5                | 135              | 138              | 140              | 3                | 245              | 4                |